# Le promesse d'amore
 (mai 2020).
Si vous disposez d'ouvrages ou d'articles de référence ou si vous connaissez des sites web de qualité traitant du thème abordé ici, merci de compléter l'article en donnant les références utiles à sa vérifiabilité et en les liant à la section « Notes et références ».
Le promesse d'amore est une chanson de Dalida sortie en 1969. La chanson s'est positionnée à la 25e place des ventes en Italie en 1969.